# Cyclo-cross de la Citadelle
Le Cyclo-cross de la Citadelle est une compétition de cyclo-cross ayant lieu sur le site de la citadelle de Namur, en Belgique. Sa première édition a lieu le 10 octobre 2009. Il s'agit de la première manche du trophée Trophée Gazet van Antwerpen 2009-2010. Elle a pour but, entre autres, de faire connaître le cyclo-cross en Région wallonne. Le tracé a été dessiné par Roland Liboton. Depuis la saison 2011-2012, la course est une épreuve de la coupe du monde de cyclo-cross.
En 2020, seules les épreuves seniors sont organisées en raison de la pandémie de Covid-19.
En 2022, le site accueille les courses des championnats d'Europe de cyclo-cross avant de redevenir une manche de la coupe du monde de cyclo-cross en 2023.
Le circuit est souvent considéré comme l'un des plus spectaculaires de la discipline du fait, notamment de ses dévers naturels piégeux. 

## Palmarès

### Hommes élites
| Année | Vainqueur              | Deuxième          | Troisième            |
| ----- | ---------------------- | ----------------- | -------------------- |
| 2009  | Niels Albert           | Sven Nys          | Zdeněk Štybar        |
| 2010  | Zdeněk Štybar          | Klaas Vantornout  | Kevin Pauwels        |
| 2011  | Sven Nys               | Niels Albert      | Klaas Vantornout     |
| 2012  | Kevin Pauwels          | Sven Nys          | Niels Albert         |
| 2013  | Francis Mourey         | Klaas Vantornout  | Niels Albert         |
| 2014  | Kevin Pauwels          | Lars van der Haar | Philipp Walsleben    |
| 2015  | Mathieu van der Poel   | Wout van Aert     | Kevin Pauwels        |
| 2016  | Mathieu van der Poel   | Wout van Aert     | Kevin Pauwels        |
| 2017  | Wout van Aert          | Toon Aerts        | Mathieu van der Poel |
| 2018  | Mathieu van der Poel   | Wout van Aert     | Toon Aerts           |
| 2019  | Mathieu van der Poel   | Toon Aerts        | Corné van Kessel     |
| 2020  | Mathieu van der Poel   | Wout van Aert     | Tom Pidcock          |
| 2021  | Michael Vanthourenhout | Tom Pidcock       | Toon Aerts           |
| 2022  | Michael Vanthourenhout | Lars van der Haar | Laurens Sweeck       |
| 2023  | Tom Pidcock            | Pim Ronhaar       | Joris Nieuwenhuis    |
| 2024  | Michael Vanthourenhout | Toon Aerts        | Emiel Verstrynge     |

### Femmes élites
| Année | Vainqueur            | Deuxième              | Troisième         |
| ----- | -------------------- | --------------------- | ----------------- |
| 2009  | Daphny van den Brand | Pavla Havlíková       | Helen Wyman       |
| 2010  | Sanne van Paassen    | Daphny van den Brand  | Sanne Cant        |
| 2011  | Marianne Vos         | Lucie Chainel-Lefèvre | Katherine Compton |
| 2012  | Katherine Compton    | Kateřina Nash         | Marianne Vos      |
| 2013  | Katherine Compton    | Marianne Vos          | Nikki Harris      |
| 2014  | Kateřina Nash        | Marianne Vos          | Katherine Compton |
| 2015  | Nikki Harris         | Caroline Mani         | Eva Lechner       |
| 2016  | Kateřina Nash        | Eva Lechner           | Sophie de Boer    |
| 2017  | Evie Richards        | Nikki Brammeier       | Eva Lechner       |
| 2018  | Lucinda Brand        | Marianne Vos          | Annemarie Worst   |
| 2019  | Lucinda Brand        | Ceylin Alvarado       | Annemarie Worst   |
| 2020  | Lucinda Brand        | Clara Honsinger       | Denise Betsema    |
| 2021  | Lucinda Brand        | Denise Betsema        | Puck Pieterse     |
| 2022  | Fem van Empel        | Ceylin Alvarado       | Blanka Vas        |
| 2023  | Ceylin Alvarado      | Puck Pieterse         | Lucinda Brand     |
| 2024  | Ceylin Alvarado      | Lucinda Brand         | Puck Pieterse     |

### Hommes espoirs
| Année | Vainqueur                                         | Deuxième                                          | Troisième                                         |
| ----- | ------------------------------------------------- | ------------------------------------------------- | ------------------------------------------------- |
| 2009  | Lubomír Petruš                                    | Róbert Gavenda                                    | Tom Meeusen                                       |
| 2010  | Arnaud Jouffroy                                   | Joeri Adams                                       | Jim Aernouts                                      |
| 2011  | Wietse Bosmans                                    | David van der Poel                                | Sven Beelen                                       |
| 2012  | Michiel van der Heijden                           | Emiel Dolfsma                                     | David van der Poel                                |
| 2013  | Wout van Aert                                     | Mathieu van der Poel                              | Laurens Sweeck                                    |
| 2014  | Wout van Aert                                     | Mathieu van der Poel                              | Laurens Sweeck                                    |
| 2015  | Eli Iserbyt                                       | Gioele Bertolini                                  | Quinten Hermans                                   |
| 2016  | Joris Nieuwenhuis                                 | Quinten Hermans                                   | Thijs Aerts                                       |
| 2017  | Tom Pidcock                                       | Eli Iserbyt                                       | Lucas Dubau                                       |
| 2018  | Tom Pidcock                                       | Jakob Dorigoni                                    | Eli Iserbyt                                       |
| 2019  | Kevin Kuhn                                        | Ryan Kamp                                         | Jakob Dorigoni                                    |
| 2020  | Non-organisé en raison de la pandémie de Covid-19 | Non-organisé en raison de la pandémie de Covid-19 | Non-organisé en raison de la pandémie de Covid-19 |
| 2021  | Pim Ronhaar                                       | Niels Vandeputte                                  | Mees Hendrikx                                     |
| 2022  | Emiel Verstrynge                                  | Thibau Nys                                        | Witse Meeussen                                    |
| 2023  | Emiel Verstrynge                                  | Jente Michels                                     | Léo Bisiaux                                       |
| 2024  | pas de course espoir cette saison                 | pas de course espoir cette saison                 | pas de course espoir cette saison                 |

### Femmes espoirs
| Année | Vainqueur                         | Deuxième                          | Troisième                         |
| ----- | --------------------------------- | --------------------------------- | --------------------------------- |
| 2022  | Puck Pieterse                     | Line Burquier                     | Shirin van Anrooij                |
| 2023  | Marie Schreiber                   | Leonie Bentveld                   | Shirin van Anrooij                |
| 2024  | pas de course espoir cette saison | pas de course espoir cette saison | pas de course espoir cette saison |

### Hommes juniors
| Année | Vainqueur                                         | Deuxième                                          | Troisième                                         |
| ----- | ------------------------------------------------- | ------------------------------------------------- | ------------------------------------------------- |
| 2009  | Jens Adams                                        | Jens Vandekinderen                                | Joeri Hofman                                      |
| 2010  | Quentin Jauregui                                  | Laurens Sweeck                                    | Daan Soete                                        |
| 2011  | Mathieu van der Poel                              | Quentin Jauregui                                  | Daan Soete                                        |
| 2012  | Logan Owen                                        | Curtis White                                      | Gianni Van Donink                                 |
| 2013  | Yannick Peeters                                   | Adam Ťoupalík                                     | Joris Nieuwenhuis                                 |
| 2014  | Johan Jacobs                                      | Eli Iserbyt                                       | Simon Andreassen                                  |
| 2015  | Jappe Jaspers                                     | Jens Dekker                                       | Tanguy Turgis                                     |
| 2016  | Tom Pidcock                                       | Antoine Benoist                                   | Maxime Bonsergent                                 |
| 2017  | Loris Rouiller                                    | Ryan Kamp                                         | Ben Tulett                                        |
| 2018  | Ryan Cortjens                                     | Ben Tulett                                        | Witse Meeussen                                    |
| 2019  | Thibau Nys                                        | Dario Lillo                                       | Rémi Lelandais                                    |
| 2020  | Non-organisé en raison de la pandémie de Covid-19 | Non-organisé en raison de la pandémie de Covid-19 | Non-organisé en raison de la pandémie de Covid-19 |
| 2021  | David Haverdings                                  | Kenay De Moyer                                    | Corentin Lequet                                   |
| 2022  | Léo Bisiaux                                       | Daniel Weis Nielsen                               | Guus van den Eynden                               |
| 2023  | Aubin Sparfel                                     | Kryštof Bažant                                    | Paul Seixas                                       |
| 2024  | Mattia Agostinacchio                              | Valentin Hofer                                    | Lennes Jacobs                                     |

### Femmes  juniors
| Année | Vainqueur                                  | Deuxième                                   | Troisième                                  |
| ----- | ------------------------------------------ | ------------------------------------------ | ------------------------------------------ |
| 2021  | Zoe Bäckstedt                              | Leonie Bentveld                            | Valentina Corvi                            |
| 2022  | Lauren Molengraaf                          | Valentina Corvi                            | Xaydée Van Sinaey                          |
| 2023  | Célia Gery                                 | Viktória Chladoňová                        | Amandine Muller                            |
| 2024  | pas de course féminine junior cette saison | pas de course féminine junior cette saison | pas de course féminine junior cette saison |